# 에이스침대
에이스침대(영어:  Ace Bed Co., Ltd.)는 경기도 성남시 중원구 사기막골로105번길 42 (상대원동)에 본사를 둔 침대 제조 기업이다.

## 논란
21%에 달하는 높은 영업이익률은 안유수(1930 ~ 2023.06.26) 회장 일가가 대한민국 침대시장을 과점하고 있기 때문이라는 비판이 있다. 현 회사 대표는 안유수의 장남인 안성호이며, 차남 안정호는 시몬스를, 안유수는 썰타침대를 인수해 운영하고 있다.

## 같이 보기
- 썰타
- 시몬스